# Chuzpe
Chuzpe [xʊtspə], auch Chutzpe (aus dem jiddischen חוצפה [chùtzpe] von hebräisch חֻצְפָּה [chuzpà]  für „Frechheit, Anmaßung, Dreistigkeit, Unverschämtheit“ entlehnt) ist eine Mischung aus zielgerichteter, intelligenter Unverschämtheit, charmanter Penetranz und unwiderstehlicher Dreistigkeit, wobei eine gewisse Anerkennung mitschwingt. Insbesondere bei einer Unerschrockenheit gegenüber der Obrigkeit ist der Begriff eher positiv belegt.

## Unterschiede in der Bewertung
Im Hebräischen enthält der Begriff eine negative Bewertung für jemanden, der die Grenzen von Höflichkeit oder Anstand aus egoistischen Motiven überschreitet. Im Jiddischen und in den meisten europäischen Sprachen schwingt Anerkennung für eine Form sozialer Unerschrockenheit mit. Hier spricht man insbesondere von Chuzpe, wenn jemand in einer eigentlich verlorenen Situation mit Dreistigkeit noch etwas für sich herauszuschlagen versucht.
Historisch ist der Begriff andererseits auch negativ belegt, im Sinne einer Unhöflichkeit, die im Speziellen jüdischen Menschen vorgeworfen wurde.

## Beispiele
Die Bedeutung lässt sich gut durch Beispiele illustrieren.
Oft zitiert wird der Dialog zwischen dem Bettler Nachum (in der jiddischen Alltagssprache ist Reb die Anrede für einen orthodoxen Juden) und dem wohlhabenden Fleischer Lazar Wolf in dem Musical Anatevka (wobei schon die Namensgebung für den Bettler von Chuzpe zeugt: Der als „Reb Nachum“ bekannte Nachum Kaplan war ein bedeutender Schriftgelehrter der jüdischen Überlieferung):
Nachum: „Eine milde Gabe, Herr, eine milde Gabe bitte!“
Lazar: „Da, Reb Nachum, hast du eine Kopeke.“
Nachum: „Waaas, nur eine Kopeke? Vorige Woche hast du mir zwei gegeben.“
Lazar: „Ooj..., ich hatte eine schlechte Woche.“
Nachum: „Wie, wenn du eine schlechte Woche hast, soll ich darunter leiden?“
Ein weiteres Beispiel für Chuzpe ist die Geschichte von dem Mann, der Vater und Mutter erschlägt und dann den Richter um mildernde Umstände bittet, da er ja Vollwaise sei.
Ein jüdischer Witz definiert und illustriert zugleich Chuzpe so:
Ein Jude wird wegen Ehrenbeleidigung verklagt. Er habe jemandem Chuzpe vorgeworfen. Der Richter jedoch kennt das Wort gar nicht und bittet den Juden, es zu erklären.
Der Jude erklärt den Begriff zunächst für unübersetzbar. Endlich erklärt er sich bereit, Chuzpe mit „Frechheit“ zu übersetzen. „Allerdings“, fügt er hinzu, „ist es keine gewöhnliche Frechheit, sondern Frechheit mit Gewure.“
Der Richter: „Was ist Gewure?“
„Gewure – das ist Kraft.“
„Chuzpe ist also eine kräftige Frechheit?“
„Ja und nein. Gewure ist nicht einfach Kraft, sondern Kraft mit Ssechel.“
„Und was ist Ssechel?“
„Ssechel – das ist Verstand.“
„Also ist Chuzpe eine kräftige, verstandesvolle Frechheit.“
„Ja und nein. Ssechel ist nicht einfach Verstand, sondern Verstand mit Taam.“
„Schön – und was ist Taam*?“
„Ja sehen Sie, Herr Richter: Taam ist eben etwas, was man einem Goi** nicht erklären kann.“
* „Geschmack, Nuance, Charme, Schliff“
** „Heide, nicht-Jude (derogativ)“

## Chuzpe im Film
Ein Beispiel für Chuzpe liefert Hans Albers in der Filmkomödie Der Mann, der Sherlock Holmes war mit seiner überdrehten Darstellung eines Ermittlers, der sich für Sherlock Holmes ausgibt.
Ein weiteres Beispiel ist die wahnwitzige Unverschämtheit des „Hauptmanns von Köpenick“, eines Schuhmachers, der sich als Hauptmann verkleidete, den Bürgermeister Köpenicks verhaftete und die Stadtkasse beschlagnahmte. Beruhend auf dieser wahren Geschichte erlangte der Streifen Der Hauptmann von Köpenick mit Heinz Rühmann Bekanntheit.